# Киржач (Петушинский район)
Киржач — деревня в Петушинском районе Владимирской области России, входит в состав Нагорного сельского поселения. В статистической литературе середины XIX века называлась двойным названием: Киржач (Усад).

## География
Деревня расположена в 7 км на запад от города Покров и в 25 км на запад от райцентра города Петушки на федеральной автодороге М-7 «Волга» у реки Киржач, по которой проходит граница с Московской областью.

## История

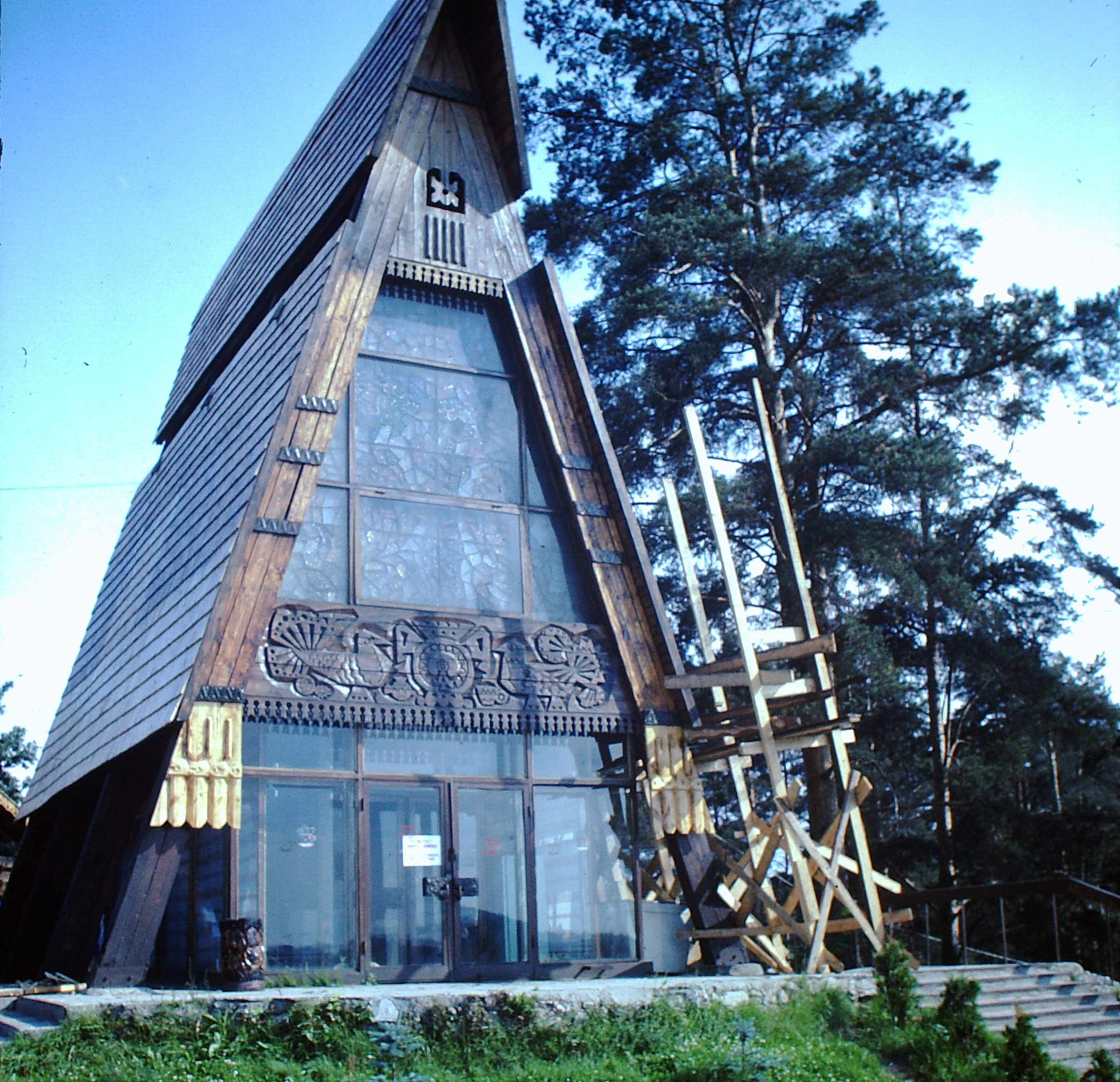
Чайный домик ресторана «Сказка» в д. Киржач, 1984 год.

В конце XIX — начале XX века деревня входила в состав Покров-Слободской волости Покровского уезда, с 1921 года — в составе Покровской волости Орехово-Зуевского уезда Московской губернии. На старинных картах деревня называется Усад Киржач. 
Отечественная война 1812 года не докатилась до берегов Киржача. Но жители наблюдали её отголоски.

Третьего сентября видели мы … в деревне Киржач, так называемой по протекающей реке, пленных французов и поляков, которые нам говорили: "Что вы на нас смотрите? Наши други скоро вас догонят, освободят нас, тогда мы поберем вас в полон! К вечеру того дня приехали мы в город Покров, на 99-й версте от Москвы находящийся, … Здесь в первый и последний раз увидели мы за сто верст зарево пылающей Москвы, которое почти целую половину неба освещало. Московские жители с горестию говорили: «Непременно это Москва горит!»
— 1816. Записка игумена Николаевскаго Перервинскаго монастыря Лаврентия о сохранении ризничных ценностей обители в Вологде и событиях в ней в 1812 году
По воспоминаниям участника Владимирского ополчения Ивана Матвеевича Благовещенского о 23 сентября 1812 года: «все 15000 ополчан (из города Коврова) тронулись с места, и форсированным маршем дошли до деревни Киржач и тут взяли место позиции близ города Покрова и расположились биваками. Полк наш 5-й полковника Черепанова был в левой стороне, к Воиновой горе, и весьма усмотрели скоро, что горит Москва, к облакам дым и огненное пламя».
По данным на 1857 год в деревне имелось три кузницы, пять постоялых дворов и один питейный дом. Деревня относилась к Покровскому церковному приходу.
1857 год — 34 двора, 131 житель мужского пола, 157 женского.

1859 год — 40 дворов.

1896 год — 46 дворов, 290 жителей.

1905 год — 46 дворов, 259 жителей.
1926 год — 55 дворов.
С 1929 года деревня являлась центром Киржачского сельсовета Орехово-Зуевского района Московской области, с 1944 года — в составе Петушинского района Владимирской области, с 1945 года — в составе Покровского района, с 1959 года — в составе Ивановского сельсовета, с 1960 года — в составе Петушинского района, с 1967 года — в составе Нагорного сельсовета, с 2005 года — в составе Нагорного сельского поселения.

## Население
| 1859 | 1905 | 1926 | 2002 | 2010 | 2021 |
| ---- | ---- | ---- | ---- | ---- | ---- |
| 281  | ↘259 | ↗270 | ↘130 | ↗138 | ↗154 |